# Huvabackens naturreservat
Huvabackens naturreservat är ett naturreservat i Vetlanda kommun i Jönköpings län.
Området är naturskyddat sedan 2018 och är 120 hektar stort och ligger sydväst om Bäckaby kyrka. Reservatet består av olikåldrig lövblandad barrskog, brantmiljöer, skyddsvärda träd, strandskog, bäckmiljöer och öppna marker.